# Duško Marković
Duško Marković (v srbské cyrilici Душко Марковић; * 6. července 1958, Mojkovac, Jugoslávie, dnes Černá Hora) byl mezi lety 2016 a 2020 premiér Černé Hory.

## Život
Marković se národnostně identifikuje jako Černohorec. Studoval v Mojkovci a na právnické fakultě v Kragujevaci. Po dokončení studií pracoval v právním oddělení dolu Brskovo v Mojkovaci. V 80. letech se rovněž věnoval politice na místní úrovni. V letech 1986–1989 byl tajemníkem místní rady města Mojkovac a v letech 1989–1991 město řídil. Po roce 1991 se zabýval celostátní politikou. Mezi lety 1991–1998 byl generálním tajemníkem černohorské vlády v rámci Svazové republiky Jugoslávie. V té době rovněž plnil svojí funkci v rámci Demokratické strany socialistů a byl členem i jejího ústředního výboru. V letech 1997–1998 byl rovněž poslancem černohorského parlamentu.
V letech 1998–2005 zastával pozici zástupce ministra vnitra Černé Hory pro oblast bezpečnosti. V letech 2005–2010 byl ředitelem nově vzniklé Agentury národní bezpečnosti. Roku 2010 se stal ministrem bez portfeje ve vládě Mila Đukanoviće. V prosinci 2010 byl potom jmenován ministrem spravedlnosti ve vládě Igora Lukšiće. Roku 2015 se stal předsedou Demokratické strany socialistů. Po parlamentních volbách v závěru roku 2016 jej černohorský prezident Vujanović jmenoval premiérem. Následně Marković sestavil vládu, která získala v parlamentě důvěru. V roce 2017 uskutečnil Marković svojí první zahraniční návštěvu ve funkci premiéra do Srbska.